# Gerónimo Arnedo Álvarez
Gerónimo Arnedo Álvarez (14 de octubre de 1897, San Nicolás-12 de junio de 1980, Buenos Aires) fue político argentino de ideología comunista. Fue conocido especialmente por haber sido secretario general del Partido Comunista de la Argentina.

## Biografía
Descendiente de una familia de campesinos argentinos, desde 1913 inicialmente trabajó como obrero agrícola en la plantación, y luego en la planta de refrigeración y un cargador en el puerto. En 1925 se unió al Partido Comunista de la Argentina. En 1927 dirigió la huelga de gestión en protesta contra la ejecución de Sacco y Vanzetti en los Estados Unidos.
Hasta 1930 fue militante de base del PCA en la ciudad portuaria de Avellaneda, pero luego comenzó a reforzar su posición. En 1933 se convirtió en miembro del Comité Central del PCA, parando a hacer trabajos manuales y yendo por completo al trabajo del Partido. Entre 1930 y 1932, durante la dictadura del general José Félix Uriburu (y más tarde durante la Segunda Guerra Mundial) trabajó en la clandestinidad y trató de reunir a las fuerzas del proletariado argentino. A finales de 1933 fue enviado a la Unión Soviética, donde estudió en la Escuela Internacional Lenin y según algunos informes, participó en la construcción del Metro de Moscú. Volvió a Argentina en 1935.
De 1935 a 1937 dirigió la organización del PCA en Buenos Aires, en junio de 1938 se convirtió en un miembro del Comité Ejecutivo y pronto se convirtió en su secretario general. Debido a su militancia fue detenido por las autoridades en 1930, en 1931 y en febrero de 1943. Fue secretario general del PCA hasta el final de su vida, siendo reelegido por última vez en 1973. 
Arnedo Álvarez fue el autor de numerosos libros y escritos sobre la sociedad argentina y el movimiento obrero en ese país sudamericano.

## Libros
- El papel del partido en la lucha por la organización, consolidación y desarrollo de los movimientos de masas. Ed. Anteo, Buenos Aires 1963.
- Arraiguemos màs y màs la organización partidaria entre la clase obrera y el pueblo. Ed. Anteo, Buenos Aires 1967.
- Derrotar la dictadura de los monopolios con el frente democràtico nacional de los argentinos. Ed. Anteo, Buenos Aires 1968.
- Argentina frente a la dictadura de los monopolios y la opinión de los comunistas. Ed. Anteo, Buenos Aires 1969.
- Los comunistas y la institucionalización del país. Ed. Anteo, Buenos Aires 1972.
- Cuatro décadas de los procesos argentinos. Fundamentos, Buenos Aires 1977.
- Por el Convenio Nacional Democrático. Escritos 1975–1980. Fundamentos, Buenos Aires 1981.

## Honores
- Orden de la Revolución de Octubre (1972), entregada por la Unión Soviética
- Orden de la Amistad de los Pueblos (1977), entregada por la Unión Soviética
- Orden de Karl Marx (1977), entregada por la República Democrática Alemana